# Andrew Thomas Gage
Andrew Thomas Gage (* 14. Dezember 1871 in Aberdeen, Schottland; † 21. Januar 1945 in Strathpepper, Ross, Schottland) war ein schottischer Botaniker und Militärarzt. Sein offizielles botanisches Autorenkürzel lautet „Gage“.

## Leben und Wirken
Andrew Thomas Gage wurde als Sohn von Robert Gage in Aberdeen geboren. Nach dem Abschluss der Aberdeen Grammar School studierte er Botanik und Medizin an der University of Aberdeen, wo 1891 zum Master of Arts, 1893 zum Bachelor of Science und 1896 zum Bachelor of Medicine graduierte. Von 1894 bis 1896 war er Feldarzt im militärischen Rank eines Leutnants (Surg.-Lieut.) beim Indian Medical Service. Von 1897 bis 1898 war er Kurator am Herbarium der Indian Botanical Gardens in Haora. Von 1898 bis 1905 war er Leiter des Botanischen Gartens. Zwischen 1917 und 1918 war er im Auftrag der Armee in Britisch-Indien für die Herstellung von Chinin aus der Chinarinde verantwortlich.
1901 wurde Gage Fellow of the Linnean Society. Von 1924 bis 1929 war er Bibliothekar und Assistant Secretary dieser Gesellschaft.
Andrew Thomas Gage war ein leidenschaftlicher Pflanzensammler und trug unter anderem für den Botanical Survey of India und die Royal Botanic Gardens, Kew botanische Kollektionen in Malaysia, Burma, Sikkim, Assam und Chittagong zusammen.

## Schriften  (Auswahl)
- 1901: A Botanical Tour in the South Lushai Hills
- 1901: On the anatomy of the roots of Phoenix paludosa Roxb.
- 1903: A Census of the Indian Polygonums
- 1904: The Vegetation of the District of Minbu in Upper Burma
- 1912: Catalogue of Non-herbaceous Phanerogams Cultivated in the Royal Botanic Garden, Calcutta
- 1916: Letters to Nathaniel Wallich, 1819-1821
- 1918: Report on the extension of Cinchona cultivation in India
- 1922: Euphorbiaceae novae e Peninsula Malayana
- 1938: A History of the Linnean Society of London